# Incident de l'ère Jōwa
L'incident de l'ère Jōwa (承和の変, Jōwa no Hen) est un conflit de succession japonais qui survient en 842, au cours de l'ère Jōwa du début de l'époque de Heian. Le neveu de Fujiwara no Yoshifusa, le futur empereur Montoku, occupe le rôle de prince héritier tandis que l'ancien prince héritier, Tsunesada et un certain nombre de rivaux de Yoshifusa sont écartés du pouvoir. L'incident met fin à trente ans de successions sans incident dont la cour a bénéficié par les souhaits de l'empereur Kanmu et le pouvoir de l'empereur Saga.

## Contexte
En 823, l'empereur Saga abdique et son jeune frère monte sur le trône du chrysanthème sous le nom d'empereur Junna. En 833, le trône passe à nouveau au fils de Saga, l'empereur Ninmyō. Le prince Tsunesada, un fils de Junna par la fille de Saga la princesse Seishi, est alors fait prince héritier. Saga guide le gouvernement pendant près de trente ans, en évitant les querelles de succession durant cette époque.
Au cours de cette période, Fujiwara no Yoshifusa du clan Hokke gagne la confiance de l'empereur retiré Saga ainsi que de sa principale épouse consort Tachibana no Kachiko et accède rapidement à la notoriété. 順子 (Junshi), la jeune sœur de Yoshifusa, devient une femme de l'empereur Ninmyō et lui donne un fils, le prince Michiyasu, futur empereur Montoku. Yoshifusa veut que cet enfant soit mis sur le trône. Tsunesada et son père Junna, opposés à ce développement, en appellent à plusieurs reprises à Saga pour permettre à Tsunesada de quitter son poste de prince héritier, mais sont déboutés à chaque fois.

## Conspiration et capture
En 840, l'empereur retiré Junna meurt. Deux ans plus tard, à l'été 842, Saga tombe aussi gravement malade. Sentant le danger, Tomo no Kowamine (伴健岑), l'accompagnateur du prince héritier Tsunesada et son ami Tachibana no Hayanari, kokushi (gouverneur militaire) provisoire de la province de Tajima, s'attendent à une attaque sur le prince héritier et ont l'intention d'emmener Tsunesada dans les provinces de l'Est. Ils consultent le prince Abo, un fils de l'empereur Heizei, à ce sujet. Abo ne veut pas participer et informe secrètement le complot à Tachibana no Kachiko, qui est aussi le cousin de Hayanari. Surpris par la gravité de la situation, Kachiko s'entretient de la question avec le chūnagon Yoshifusa lui-même. Naturellement, Yoshifusa en fait part à l'empereur Ninmyō.
Quelques semaines après être tombé malade, Saga meurt. Deux jours plus tard, Ninmyō fait arrêter Kowamine, Hayanari et ceux considérés comme complices et place également la capitale sous bonne garde. Tsunesada envoie immédiatement une lettre de démission à l'empereur, mais elle est refusée sur le moment au motif qu'il est innocent. En une semaine, cependant, la situation politique change de manière significative et le major général Fujiwara no Yoshimi, le frère cadet de Yoshifusa, entoure le trône du prince héritier avec la garde impériale. Le dainagon Fujiwara no Chikanari, le chūnagon Fujiwara no Yoshino et le sangi Funya no Akitsu, qui a le tort d'être présent, sont capturés.
Ninmyō émet un décret impérial déclarant que Kowamine et Hayanari et leurs associés ont préparé une conspiration, et que, bien qu'innocent de toute participation,  Tsunesada sera déshérité comme prince héritier pour assumer sa responsabilité. Chikanari est exilé de la capitale, Yoshino envoyé au dazaifu et Akitsu dans la province d'Izumo. Kowamine est exilé dans la province d'Oki et Hayanari dans la province d'Izu mais ce dernier-ci meurt en cours de route. Beaucoup d'autres fonctionnaires qui ont été au service de Tsunesada dans des rôles liés aux affaires du prince héritier, y compris Harusumi no Yoshitada, sont également punis.

## Postérité
Après l'incident, Fujiwara no Yoshifusa est promu au rang de dainagon , et son neveu le prince Michiyasu fait prince héritier.
Cet « incident » est généralement considéré comme la première occasion qui montre comment la famille Fujiwara a décidé d'écraser ses rivaux. Yoshifusa, en plus de réaliser son objectif d'établir le prince Michiyasu comme prince héritier, porte un coup aux puissantes familles Tomo et Tachibana et détruit en outre la réputation de ses rivaux Fujiwara, Chikanari et Yoshino. Même ainsi, la postérité la plus importante de l'incident est de mettre fin à la chaîne d'héritage de la fratrie, du frère aîné au cadet, conservée par Saga et Junna sur la base des dernières volontés de l'empereur Kanmu. Au lieu de cela, se met en place une ligne directe d'héritage de Saga à Ninmyō et Montoku.
Dans les années qui suivent l'incident de l'ère Jōwa, Yoshifusa étend son pouvoir encore plus loin et travaille à sa promotion. Il est le premier non-membre de la famille impériale à occuper la fonction de sesshō et détient simultanément le puissant poste de daijō-daijin. Il contribue ainsi à jeter les bases du futur pouvoir des Fujiwara.

## Personnes punies en relation avec l'incident
| Personne                              | Position                                                                                         | Punition |
| ------------------------------------- | ------------------------------------------------------------------------------------------------ | --- |
| Prince Tsunesada                      | Prince héritier                                                                                  | Déshérité de la position de prince héritier                                                                                                  |
| Prince Hirone (広根王)                | 正六位上 (shō roku-i no jō); directeur des serviteurs du prince héritier (舎人正)                | Rétrogradé au poste de gouverneur provisoire de la province d'Iki                                                                            |
| Fujiwara no Chikanari                 | 正三位 (shō san-mi); Dainagon                                                                    | Démis de ses fonctions et exilé de la capitale                                                                                               |
| Fujiwara no Sadamori (藤原貞守)       | 従五位下 (ju go-i no ge); assistant directeur des quartiers du prince héritier (春宮坊亮)        | Rétrogradé au poste de gouverneur provisoire de la province d'Echigo                                                                         |
| Fujiwara no Yoshino                   | 正三位 (shō san-mi); chūnagon                                                                    | Rétrogradé au poste de directeur du Dazaifu                                                                                                  |
| Fujiwara no Chikanushi (藤原近主)     | 従五位下 (ju go-i no ge); premier inspecteur des quartiers du prince héritier (春宮坊大進)       | Rétrogradé au poste de vice-gouverneur de la province de Hōki                                                                                |
| Fujiwara no Masayo (藤原正世)         | 従五位下 (ju go-i no ge); second inspecteur au Ministère de la Justice (刑部少輔)                | Rétrogradé au poste de vice-gouverneur provisoire de la province d'Aki                                                                       |
| Fujiwara no Sadaniwa (藤原貞庭)       | 正六位上 (shō roku-i no jō); second inspecteur des quartiers du prince héritier (春宮坊少進)     | Rétrogradé au poste d'inspecteur provisoire de la province de Sado                                                                           |
| Fujiwara no Masamine (藤原正岑)       | 正七位上 (shō shichi-i no jō); second inspecteur au Ministère des affaires militaires (兵部少丞) | Rétrogradé au poste d'inspecteur de la province d'Inaba                                                                                      |
| Fujiwara no Akitsune (藤原秋常)       | 従五位下 (ju go-i no ge); shōnagon                                                               | Rétrogradé au poste de gouverneur provisoire de la province d'Iwami                                                                          |
| Fujiwara no Minehito (藤原岑人)       | 正六位上 (shō roku-i no jō); premier inspecteur au Ministère des Affaires populaires (民部大丞)  | Rétrogradé au poste d'inspecteur provisoire de la province d'Etchū                                                                           |
| Fujiwara no Takanao (藤原高直)        | 従五位下 (ju go-i no ge); premier inspecteur des quartiers du prince héritier (春宮坊大進)       | Rétrogradé au poste de vice-gouverneur provisoire de la province de Suruga                                                                   |
| 藤原粟作 (Fujiwara no Awazukuri)      | 正六位上 (shō roku-i no jō); inspecteur au Kageyushi-chō (勘解由判官)                            | Rétrogradé au poste d'inspecteur provisoire de la province de Hyūga                                                                          |
| Fujiwara no Yasunari (藤原安成)       | 正八位上 (shō hachi-i no jō); second inspecteur au Ministère des Cérémonies (治部少丞)           | Rétrogradé au poste d'inspecteur provisoire de la province de Tango                                                                          |
| Tomo no Kowamine (伴健岑)             | Garde armé du prince héritier (春宮坊帯刀舎人)                                                   | Exilé dans la province d'Oki |
| Tachibana no Hayanari                 | 従五位下 (ju go-i no ge); Kokushi (gouverneur) provisoire de la province de Tajima               | Nom de famille retiré des passages où il est mentionné dans les registres officiels; exilé dans la province d'Izu. Décédé en cours de route. |
| Tachibana no Manao (橘真直)           | 従五位下 (ju go-i no ge); assistant gouverneur de la province de Higo                            | Rétrogradé au poste de vice-gouverneur provisoire de la province de Chikugo                                                                  |
| Tachibana no Sueshige (橘末茂)        | 正六位上 (shō roku-i no jō); second inspecteur de l'est de Heian-kyō (左京少進)                  | Rétrogradé au poste de gouverneur provisoire de la province de Hida                                                                          |
| Tachibana no Kiyokage (橘清蔭)        | 正六位上 (shō roku-i no jō); vice-directeur des bureaux du palais du prince impérial (主殿助)    | Rétrogradé au poste de vice-gouverneur provisoire de la province de Kaga                                                                     |
| Funya no Akitsu                       | 正四位下 (shō shi-i no ge); sangi                                                                | Rétrogradé au poste d'adjoint du gouverneur de la province d'Izumo                                                                           |
| Ki no Naganao (紀永直)                | 正六位上 (shō roku-i no jō); second inspecteur au Ministère des Affaires populaires (民部少丞)   | Rétrogradé au poste d'inspecteur provisoire de la province d'Iyo                                                                             |
| Ki no Sadatsugu (紀貞嗣)              | 正六位上 (shō roku-i no jō); premier inspecteur de l'est de Heian-kyō (左京大進)                 | Rétrogradé au poste d'inspecteur provisoire de la province de Kazusa puis de la province d'Owari                                             |
| Ki no Harutsune (紀春常)              | 正七位上 (shō shichi-i no jō); écuyer ministériel (内舎人)                                       | Rétrogradé au poste d'inspecteur provisoire de la province de Shimotsuke                                                                     |
| 坂上新継 (Sakanoue no Aratsugu)       | 正六位下 (shō roku-i no ge); maître d'équitation du prince héritier (主馬首)                     | Rétrogradé au poste d'inspecteur provisoire de la province de Noto                                                                           |
| 坂上当岑 (Sakanoue no Masamine)       | 正七位上 (shō shichi-i no jō); trésorier du prince héritier (主蔵正)                             | Rétrogradé au poste d'inspecteur provisoire de la province de Bungo                                                                          |
| Tajihi no Tadatari (丹墀縄足)         | 正六位上 (shō roku-i no jō); traiteur du prince héritier (主膳正)                                | Rétrogradé au poste d'inspecteur provisoire de la province de Satsuma                                                                        |
| Tajihi no Tokinaga (丹墀時永)         | 正七位上 (shō shichi-i no jō); 少判事 (Shō-hanji)                                                | Rétrogradé au poste d'inspecteur provisoire de la province de Bunzen                                                                         |
| Yoshimichi no Sanesada (善道真貞)     | 従四位下 (ju shi-i no ge); tuteur du prince héritier (東宮坊学士)                                | Rétrogradé au poste de gouverneur provisoire de la province de Bingo                                                                         |
| Harusumi no Yoshitada (ja)            | 従五位下 (ju go-i no ge); tuteur du prince héritier (東宮坊学士)                                 | Rétrogradé au poste de gouverneur provisoire de la province de Suō                                                                           |
| 山口稲床 (Yamaguchi no Inayuka)       | 正六位上 (shō roku-i no jō); premier secrétaire des quartiers du prince héritier (春宮坊大属)    | Rétrogradé au poste de secrétaire provisoire de la province d'Awa                                                                            |
| Shigehara no Michinari (滋原道成)     | 正六位上 (shō roku-i no jō); second secrétaire des quartiers du prince héritier (春宮坊少属)     | Rétrogradé au poste de second secrétaire provisoire de la province de Hizen                                                                  |
| Kamitsukenu no Sadatsugu (上毛野貞継) | 正六位上 (shō roku-i no jō); charpentier du prince héritier (主工首)                             | Rétrogradé au poste de gouverneur provisoire de la province de Tsushima, puis inspecteur provisoire de la province de Tosa                   |
| Awaumi no Toyomori (淡海豊守)         | 正六位下 (shō roku-i no ge); maître du palais du prince héritier (主殿首)                        | Rétrogradé au poste d'inspecteur provisoire de la province d'Ōsumi                                                                           |
| Asano no Kiyō (朝野清雄)              | 正六位下 (shō roku-i no ge); second secrétaire des quartiers du prince héritier (春宮坊少属)     | Rétrogradé au poste de secrétaire provisoire de la province de Tango                                                                         |

## Source de la traduction
- (en) Cet article est partiellement ou en totalité issu de l’article de Wikipédia en anglais intitulé « Jōwa Incident » (voir la liste des auteurs).